# Alberto Juzdado
Alberto Juzdado López (20 agosto 1966) è un ex maratoneta spagnolo.

## Biografia
Ha vinto la maratona di Tokyo nel 1998.

## Palmarès

### Europei
- 1 medaglia:
  - 1 bronzo (Helsinki 1994 nella maratona)

## Campionati nazionali
1998
- 4º ai campionati spagnoli, 10000 m piani - 27'57"85

## Altre competizioni internazionali
1994
- Oro a squadre in Coppa Europa di maratona ( Helsinki)

1995
- 6º alla Maratona di Boston ( Boston) - 2h12'04"

1996
- Bronzo alla Maratona di Tokyo ( Tokyo) - 2h08'46"
- Argento alla Maratona di Fukuoka ( Fukuoka) - 2h10'50"

1997
- 14º ai Bislett Games ( Oslo), 10000 m piani - 29'08"23

1998
- Oro alla Maratona di Tokyo ( Tokyo) - 2h08'01"
- Bronzo alla Maratona di Amsterdam ( Amsterdam) - 2h09'59"

1999
- 7º alla Maratona di Londra ( Londra) - 2h10'08"
- Bronzo alla San Silvestre Vallecana ( Madrid) - 28'23"

2000
- Bronzo alla Maratona di Tokyo ( Tokyo) - 2h08'08"
- 11º alla San Silvestre Vallecana ( Madrid) - 29'08"

2001
- 20º alla Maratona di Berlino ( Berlino) - 2h13'36"
- 8º alla San Silvestre Vallecana ( Madrid) - 29'23"

2002
- Oro a squadre in Coppa Europa di maratona ( Monaco di Baviera)
- Argento alla Maratona di Tokyo ( Tokyo) - 2h08'59"

2005
- 14º alla San Silvestre Vallecana ( Madrid) - 30'09"